# 弗羅納爾普施托克山 (格拉魯斯州)
47°4′6″N 9°6′28″E / 47.06833°N 9.10778°E

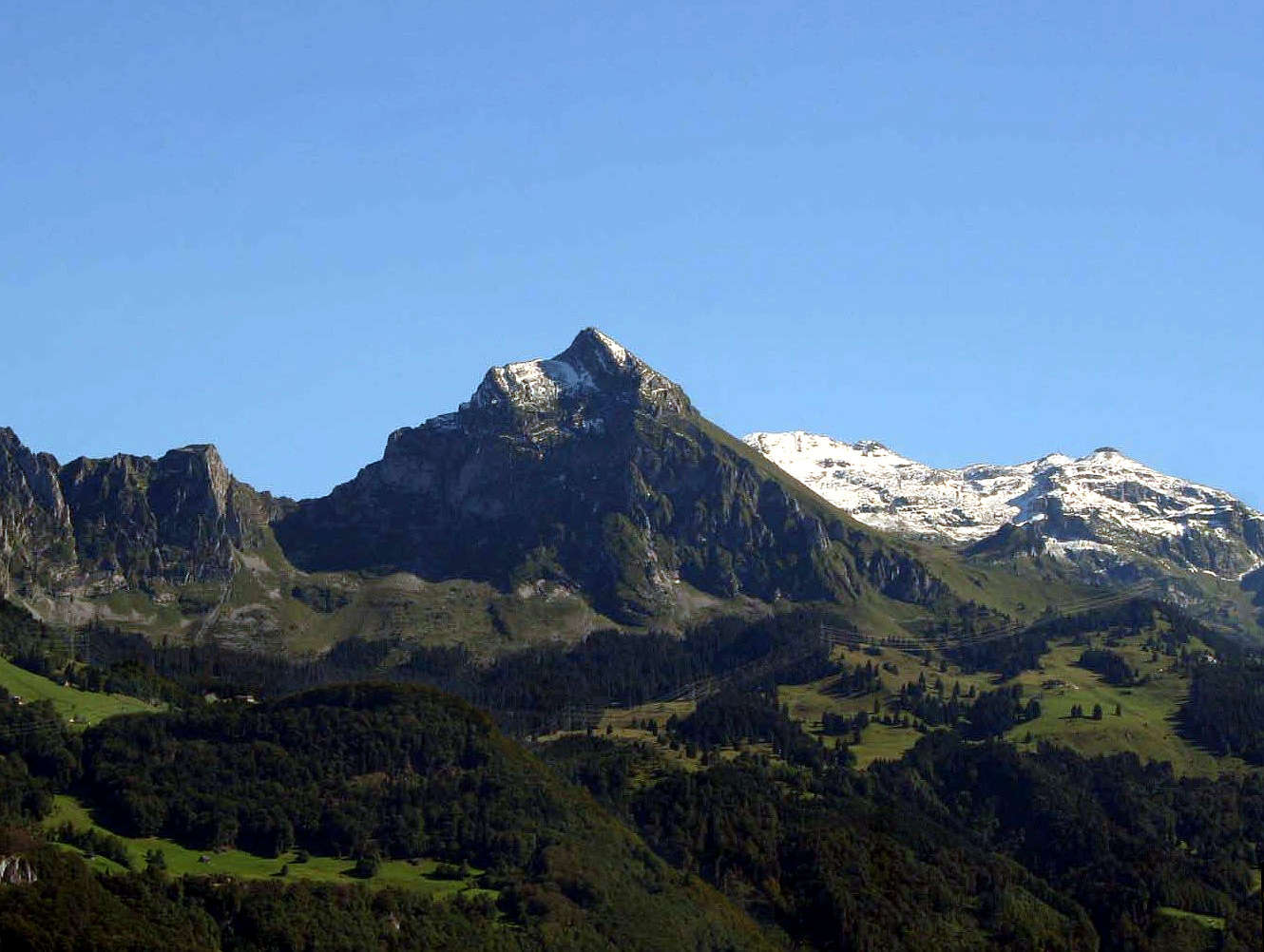

弗羅納爾普施托克山（Fronalpstock），是瑞士的山峰，位於該國中東部，由格拉魯斯州負責管轄，屬於格拉魯斯山的一部分，海拔高度2,123米，每年平均降雨量1,954毫米。